# Kis csér
A kis csér (Sternula albifrons) a madarak (Aves) osztályának lilealakúak (Charadriiformes) rendjébe, ezen belül a csérfélék (Sternidae) családjába tartozó faj.

## Rendszerezése
A fajt Jean Cabanis német ornitológus írta le 1873-ban, a Sterna nembe Sterna albifrons néven.

## Alfajai
- Sternula albifrons albifrons (Pallas, 1764) - Európa, Nyugat-Ázsia
- Sternula albifrons guineae (Bannerman, 1931)  - Nyugat- és Közép-Afrika
- Sternula albifrons sinensiss (Gmelin, 1789)  - Kelet-Ázsia, Ausztrália

## Előfordulása
A mérsékelt égövi és trópusi Eurázsiában tengerpartjain és édesvizek mentén költ. Szubtrópusi-trópusi területeken telel, ilyenkor eljut Dél-Afrikáig és Ausztráliáig is.
Természetes élőhelyei a szubtrópusi és trópusi tavak, folyók és patakok, valamint tengerpartok, lagúnák, torkolatok és nyílt óceán. Vonuló faj.

### Kárpát-medencei előfordulása
Magyarországon rendkívül ritka fészkelő, a Dráva kavicszátonyain költ évente néhány pár. Olykor a szikes tavaink mentén is megtelepszik egy-egy pár. Májustól novemberig tartózkodik itt.

## Megjelenése
Feltűnően kis termetű, testhossza 22-24 centiméter, szárnyterpesztése 48-55 centiméter, testtömege 49-63 gramm. Költési időben feltűnő fehér homlokfoltja alapján biztosan felismerhető. Vékony, hosszú csőre sárga színű, végén fekete folttal, lábai szintén sárgák. Télen, nyugalmi tollazatban a fejen több a fehér szín, ilyenkor csőre fekete, a lábai tompább színűek.
|  |

## Életmódja
A víztükör fölött repülve keres táplálékot, zsákmányát zuhanórepülésből lecsapva szerzi meg. Főleg kishalakkal, vízi rovarokkal táplálkozik.

## Szaporodása
Jellemzően telepesen költ, homok- vagy kavicszátonyokon, kopár tengerparti fövenyeken. A fészke csak egy sekély talajmélyedés, ebbe 2-4 tojást rak, a fészkét vagy fiókáit közelítő ragadozókat megtámadja. Az Európa folyami zátonyain költő állomány nagyrészt megsemmisült.
|  |

## Természetvédelmi helyzete
Az elterjedési területe rendkívül nagy, egyedszáma ugyan csökken, de még nem éri el a kritikus szintet. A Természetvédelmi Világszövetség Vörös listáján nem fenyegetett fajként szerepel.